# Jidiš
Jidiš (heb. ייִדיש, Jiddisch; ISO 639-3: yid) jedna od dvije podskupine visokonjemačkih jezika kojim govori oko četiri milijuna Židova širom svijeta, poglavito u Izraelu i Njemačkoj. Ime Jidiš znači 'židovski' (od njemačkog Jüdisch) i kraći je oblik izvornog jidiš dajč (jid.: ייִדיש־דײַטש, yiddisch daytsh) odnosno 'židovski njemački' (njem. Jüddische Deutsch). Jezik je nastao u središnjoj Europi između IX. i XII. stoljeća kao amalgam srednjevisokonjemačkih dijalekata (70 – 80 % rječnika prepoznatljivo je njemačko) uz posuđenice iz hebrejskog i aramejskog jezika, kao i slavenskih i romanskih jezika.

## Njemački dijalekt
Jidiš i njemački dijele veliki dio svojih rječnika i imaju veoma sličnu gramatiku. Nijemci iz određenih dijelova Njemačke mogu i većinom razumjeti jidiš. Iz ovog razloga, neki jezikoslovci smatraju jidiš više dijalektom njemačkog jezika (slično švicarskom njemačkom) nego zasebnim jezikom. Ipak, prevladava mišljenje da su jidiš i njemački dva odvojena jezika jer
- ova dva jezika nisu međusobno laka za razumijevanje (što posebno vrijedi za većinu Nijemaca koji pokušavaju razumjeti jidiš);

- 20 do 30 % rječnika jidiša ne postoji u njemačkom;

- određeni dio gramatike jidiša se razlikuje od njemačkog, odnosno, pod utjecajem su drugih jezika (pretežno slavenskih);

- jezici su, kako zemljopisno, tako i kulturalno, drugačiji.

Jezikoslovac Paul Wexler tvrdi da je jidiš u početku bio slavenski jezik, čiji je rječnik u mnogome zamijenio njemački, ali velika većina jezikoslovaca se s ovom tvrdnjom ne slaže.
Drugi razlozi u korist jezika u odnosu na dijalekt su:
- jezici kao danski, švedski i norveški su mnogo srodniji i sličniji nego jidiš i njemački i skoro potpuno su međusobno razumljivi, ali se smatraju različitim jezicima;

- Istočni i zapadni jidiš su međusobno dovoljno različiti da se vode kao dva različita jezika (slično lužičkosrpskim jezicima).[2]

## Jidiš i drugi jezici
Jidiš se vremenom razdvojio na već spomenuta dva jezika: zapadni (njemački) jidiš i istočni jidiš koji se govori u Izreaelu. Ovaj drugi, istočni dijalekt, se sam razdvojio na sjeveroistočni (latvijski), srednjoistočni (poljsko/galicijski) i jugoistočni (ukrajinski) jidiš. Istočni i suvremeni jidiš sadrže mnogo riječi izvedenih iz slavenskih jezika.
Kao i judeoarapski i Ladino (Judeošpanjolski), jidiš se piše prilagođenim hebrejskim pismom. Ipak, sâm jidiš nije lingvistički srodan hebrejskom, iako ima na tisuće hebrejskih i aramejskih riječi.
Jedan zanimljiv podatak u vezi jidiša je da koristi izvedenice iz latinskog jezika za riječi vezane za religijske obrede, očigledno posuđujući nazivlje iz starog francuskog jezika koji se govori u Alsaceu i koji se koristi u lokalnoj katoličkoj crkvi. Na primjer, 'izgovoriti blagoslov nakon jela', se na jidišu kaže bentshn  (בענטשן –) što je u očiglednoj vezi s latinskom rječju za 'blagoslov', benedictus, a riječ 'moliti (se)', davnen (דאַװנען), od latinskog devotionis. U jidišu se može sresti i mnogo riječi iz starog francuskog od kojih je najpoznatija tšolnt ili šolent (טשאָלנט – tsholnt), 'paprikaš ili grah koji se kuha za Šabat' (jid. Šabes ili Šabec), dolazi od francuskih riječi chaud – 'toplo' i lent – 'polako' jer se kuha od petka popodne da bi bio kuhan za ručak u suboti kako bi se izbjegla zabrana kuhanja na Šabat.

## Vanjske poveznice
- Ethnologue (14th)
- Ethnologue (15th)
- The History and Development of Yiddish